# Clement Town
Clement Town es una ciudad y acantonamiento situada en el distrito de Dehradun,  en el estado de Uttarakhand (India). Su población es de 22557 habitantes (2011). Se encuentra a 7 km de Dehradun, la capital del estado.

## Demografía
Según el censo de 2011 la población de Clement Town  era de 22557 habitantes, de los cuales 12797 eran hombres y 9760 eran mujeres. Clement Town tiene una tasa media de alfabetización del 90,40%, superior a la media estatal del 78,82%: la alfabetización masculina es del 95,13%, y la alfabetización femenina del 84,09%.